# Harriet van Ettekoven
Harriet van Ettekoven, född den 6 januari 1961 i Zandvoort i Nederländerna, är en nederländsk roddare.
Hon tog OS-brons i åtta med styrman i samband med de olympiska roddtävlingarna 1984 i Los Angeles.